# Euroscaptor mizura
Јапанска планинска кртица (Euroscaptor mizura) је врста сисара из реда Soricomorpha и породице Talpidae.

## Распрострањење
Ареал врсте је ограничен на једну државу. Јапан је једино познато природно станиште врсте.

## Станиште
Станишта врсте су шуме и травна вегетација.

## Угроженост
Ова врста није угрожена, и наведена је као последња брига јер има широко распрострањење.